# جوني غراهام (لاعب كرة قدم)
جوني غراهام (بالإنجليزية: Johnny Graham)‏ هو لاعب كرة قدم بريطاني (وحمل سابقاً جنسية المملكة المتحدة لبريطانيا العظمى وأيرلندا) في مركز نصف الجناح، ولد في 23 فبراير 1857 في آير في المملكة المتحدة، وتوفي في 23 فبراير 1927. شارك مع منتخب اسكتلندا لكرة القدم. أما مع النوادي، فقد لعب مع بريستون نورث إيند.

## وصلات خارجية
- جوني غراهام على موقع الاتحاد الإسكتلندي (الإنجليزية)
- جوني غراهام على موقع قاعدة بيانات كرة القدم.إي يو (الإنجليزية)